# Vladimír Mihálik
Vladimír Mihálik (* 29. ledna 1987 v Prešově) je slovenský slovenský hokejový obránce.

## Hráčská kariéra
S profesionálním hokejem začínal v rodném městě Prešov, kde hrál v mládežnických kategoriích a debutoval ve druhé nejvyšší lize v sezóně 2004/05. V létě 2005 byl draftován v 1. kole, celkově 30. týmem Tampa Bay Lightning. Po draftu odešel do zámoří, nejprve hrával dva roky v juniorské lize WHL. První sezónu odehrál za tým Red Deer Rebels a druhou v Prince George Cougars. 6. dubna 2007 podepsal s Tampou Bay tříletý kontrakt. Do první sezóny v profesionální lize odehrál na farmě Lightning v Norfolk Admirals. Do hlavního týmu byl povolán 4. října 2008, který pro Mihálika znamenal debut v nejprestižnější hokejové lize NHL, zápas odehrál proti týmu New York Rangers, kde odehrál 11:54. Za Tampa Bay Lightning odehrál v sezóně 2008/09 jako nováček jedenáct zápasů, v nichž si připsal tři asistence. V nadcházející sezóně 2009/10 opět hrál převážně na farmě v Norfolk Admirals, za Lightning naskočil jenom čtyři zápasy. 29. července 2010 prodloužil smlouvu s Tampou o další jeden rok, ale za klub již nenastoupil, hrál jenom na jejich farmě. Po vypršení smlouvy se 14. červenec 2011 dohodl se slovenským klubem HC Lev Poprad na jednoleté smlouvě . Za Lev Poprad však nedohrál sezónu, jelikož klub měl jistou neúčast v playoff, odešel posílit švédský tým Timrå IK  do konce ročníku 2011/12. 26. červenec 2012 se opět dohodl na smlouvě se slovenským týmem působící v lize KHL, s týmem HC Slovan Bratislava podepsal jednoletý kontrakt.

## Prvenství

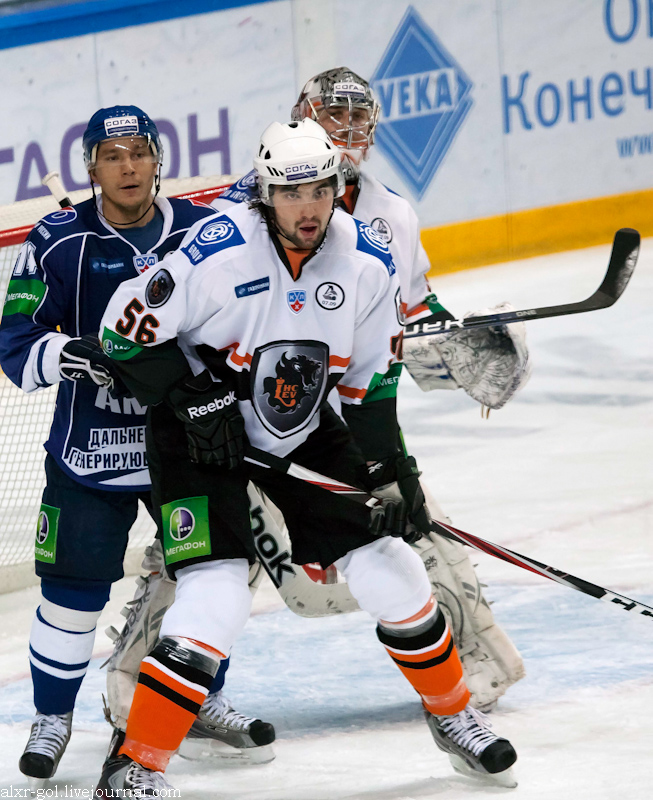
Vladimír Mihálik v dresu HC Lev Poprad brání před brankovištěm útočníka Dmitrije Tarasova

### AHL
- Debut - 5. října 2007 (Norfolk Admirals proti Philadelphia Phantoms)
- První gól - 19. října 2007 (Binghamton Senators proti Norfolk Admirals, kanadskému brankáři Brianu Elliottovi)
- První asistence - 26. října 2007 (Philadelphia Phantoms proti Norfolk Admirals)

### NHL
- Debut - 4. října 2008 (Tampa Bay Lightning proti New York Rangers)
- První asistence - 4. ledna 2009 (Atlanta Thrashers proti Tampa Bay Lightning)

### KHL
- Debut - 16. září 2011 (Lev Poprad proti HC Jugra Chanty-Mansijsk)
- První asistence - 16. října 2011 (Salavat Julajev Ufa proti Lev Poprad)
- První gól - 22. prosince 2011 (Lev Poprad proti SKA Petrohrad, českému brankáři Jakubu Štěpánkovi)

## Klubová statistika
| Sezóna       | Klub                           | Soutěž       |    | Základní část | Základní část | Základní část | Základní část | Základní část |   | Play off | Play off | Play off | Play off | Play off |
| Sezóna       | Klub                           | Soutěž       | Z  | G             | A             | B             | TM            | Z             | G | A        | B        | TM       |          |          |
| 2003/2004    | PHK Prešov 18                  | SHL-18       | 44 | 2             | 11            | 13            | 66            | —             | — | —        | —        | —        |          |          |
| 2004/2005    | PHK Prešov 20                  | SHL-20       | 23 | 6             | 10            | 16            | 44            | —             | — | —        | —        | —        |          |          |
| 2004/2005    | PHK Prešov                     | 1.SHL        | 32 | 3             | 1             | 4             | 24            | 6             | 0 | 1        | 1        | 2        |          |          |
| 2005/2006    | Red Deer Rebels                | WHL          | 62 | 3             | 9             | 12            | 86            | —             | — | —        | —        | —        |          |          |
| 2006/2007    | Prince George Cougars          | WHL          | 53 | 7             | 19            | 26            | 91            | 15            | 1 | 2        | 3        | 17       |          |          |
| 2007/2008    | Norfolk Admirals               | AHL          | 68 | 1             | 15            | 16            | 68            | —             | — | —        | —        | —        |          |          |
| 2008/2009    | Tampa Bay Lightning            | NHL          | 11 | 0             | 3             | 3             | 6             | —             | — | —        | —        | —        |          |          |
| 2008/2009    | Norfolk Admirals               | AHL          | 61 | 2             | 13            | 15            | 58            | —             | — | —        | —        | —        |          |          |
| 2009/2010    | Norfolk Admirals               | AHL          | 75 | 2             | 16            | 18            | 67            | —             | — | —        | —        | —        |          |          |
| 2009/2010    | Tampa Bay Lightning            | NHL          | 4  | 0             | 0             | 0             | 2             | —             | — | —        | —        | —        |          |          |
| 2010/2011    | Norfolk Admirals               | AHL          | 66 | 1             | 8             | 9             | 107           | 6             | 0 | 2        | 2        | 8        |          |          |
| 2011/2012    | HC Lev Poprad                  | KHL          | 37 | 1             | 4             | 5             | 37            | —             | — | —        | —        | —        |          |          |
| 2011/2012    | Timrå IK                       | SEL          | 13 | 0             | 3             | 3             | 14            | —             | — | —        | —        | —        |          |          |
| 2012/2013    | HC Slovan Bratislava           | KHL          | 15 | 2             | 0             | 2             | 16            | 4             | 1 | 0        | 1        | 4        |          |          |
| 2013/2014    | HC Slovan Bratislava           | KHL          | 38 | 2             | 3             | 5             | 20            | —             | — | —        | —        | —        |          |          |
| 2014/2015    | HC Slovan Bratislava           | KHL          | 33 | 2             | 1             | 3             | 28            | —             | — | —        | —        | —        |          |          |
| 2015/2016    | HC Slovan Bratislava           | KHL          | 49 | 1             | 3             | 4             | 53            | 4             | 0 | 0        | 0        | 4        |          |          |
| 2016/2017    | HC ’05 iClinic Banská Bystrica | SHL          | 52 | 2             | 9             | 11            | 22            | 14            | 0 | 0        | 0        | 8        |          |          |
| 2017/2018    | HC ’05 iClinic Banská Bystrica | SHL          | 47 | 4             | 9             | 13            | 20            | 16            | 0 | 1        | 1        | 20       |          |          |
| 2018/2019    | HC ’05 iClinic Banská Bystrica | SHL          | 49 | 4             | 10            | 14            | 42            | 16            | 0 | 2        | 2        | 8        |          |          |
| 2019/2020    | HC ’05 iClinic Banská Bystrica | SHL          | 53 | 3             | 10            | 13            | 18            | —             | — | —        | —        | —        |          |          |
| 2020/2021    | HK Dukla Ingema Michalovce     | SHL          | 48 | 5             | 12            | 17            | 36            | 12            | 0 | 1        | 1        | 6        |          |          |
| 2021/2022    | HK Dukla Ingema Michalovce     | SHL          | 26 | 1             | 2             | 3             | 12            | 6             | 1 | 0        | 1        | 4        |          |          |
| 2022/2023    | HK Dukla Ingema Michalovce     | SHL          | 43 | 1             | 3             | 4             | 18            | 18            | 1 | 1        | 2        | 10       |          |          |
| 2023/2024    | HK Dukla Ingema Michalovce     | SHL          | 16 | 0             | 5             | 5             | 6             | —             | — | —        | —        | —        |          |          |
| 2023/2024    | HC Košice                      | SHL          | 11 | 0             | 0             | 0             | 8             | —             | — | —        | —        | —        |          |          |
| 2023/2024    | HC Prešov                      | 1.SHL        | 15 | 0             | 5             | 5             | 12            | 13            | 2 | 2        | 4        | 2        |          |          |
| 2024/2025    | HC Prešov                      | 1.SHL        |    |               |               |               |               |               |   |          |          |          |          |          |
| Celkem v NHL | Celkem v NHL                   | Celkem v NHL | 15 | 0             | 3             | 3             | 8             | —             | — | —        | —        | —        |          |          |

## Reprezentace
| Rok                    | Tým                    | Soutěž                 | Z  | G | A | B | TM |
| ---------------------- | ---------------------- | ---------------------- | -- | - | - | - | -- |
| 2005                   | Slovensko 18           | MS-18                  | 6  | 0 | 0 | 0 | 10 |
| 2006                   | Slovensko 20           | MSJ                    | 6  | 0 | 3 | 3 | 8  |
| 2007                   | Slovensko 20           | MSJ                    | 6  | 1 | 0 | 1 | 4  |
| 2010                   | Slovensko              | MS                     | 6  | 1 | 0 | 1 | 4  |
| 2013                   | Slovensko              | MS                     | 8  | 0 | 1 | 1 | 4  |
| 2014                   | Slovensko              | MS                     | 2  | 0 | 0 | 0 | 0  |
| Juniorská reprezentace | Juniorská reprezentace | Juniorská reprezentace | 18 | 1 | 3 | 4 | 22 |
| Seniorská reprezentace | Seniorská reprezentace | Seniorská reprezentace | 16 | 1 | 1 | 2 | 8  |